# 容鼎昌
容鼎昌（1919年—2012年9月5日），笔名黄裳，男，祖籍山东益都，生于河北井陉，中国当代散文家、记者。

## 生平
就读于天津南开中学，1940年考入上海交通大学电机系，1942年转至重庆交通大学。1943年，容应征入伍，1944年被征调往昆明、桂林、贵阳、印度等地任美军译员。1946年后定居上海，1945年─1956年任职于文汇报記者、編輯、編委等職，著有大量散文。2012年9月5日日傍晚在上海瑞金醫院逝世，享年93歲。